# Eric Stroobants
Eric Stroobants (Mechelen, 29 september 1943) is een Belgisch voormalig topambtenaar. Van 1991 tot 2009 was hij secretaris-generaal van het departement Diensten voor het Algemeen Regeringsbeleid van de Vlaamse overheid.

## Levensloop
Eric Stroobants liep school aan het Sint-Romboutscollege in Mechelen en studeerde in 1966 af als burgerlijk bouwkundig ingenieur aan de Katholieke Universiteit Leuven. Hij ging aan de slag als ingenieur van Bruggen en Wegen op het ministerie van Openbare Werken en was achtereenvolgens projectingenieur bij de aanleg van de E19 tussen Rumst en de Craeybeckxtunnel en adjunct-directeur-generaal op het Hoofdbestuur van de Wegen. In 1977 werd hij kabinetsadviseur, bevoegd voor gesubsidieerde werken en waterbeleid, en in 1979 kabinetschef van minister van Vlaamse Aangelegenheden Rika De Backer en secretaris van het Ministerieel Comité van Vlaamse Aangelegenheden.. Van 1980 tot 1981 was hij kabinetschef van minister van Openbare Werken Jos Chabert. Eind 1981 werd hij kabinetschef Algemeen Beleid van Vlaams minister-president Gaston Geens in de eerste autonome Vlaamse Regering,  een functie die hij ononderbroken vervulde tot in 1991, waarna hij secretaris-generaal van het departement Diensten voor het Algemeen Regeringsbeleid van de Vlaamse overheid werd, een functie die hij tot 2009 uitoefende. Sindsdien is hij ere-secretaris-generaal. Bovendien was hij in deze periode ook voorzitter van het College van Ambtenaren-Generaal van de Vlaamse overheid en van 1979 tot 1980 en van 1981 tot 2009 secretaris van de Vlaamse Regering. Verder was hij:
- bijzonder commissaris voor de reorganisatie van het Vlaams overheidsapparaat (2000-2004)
- lid van het Intern Auditcomité van de Vlaamse Administratie (2004-2009)
- lid van de Vaste Gemengde Commissie ter uitvoering van het Cultureel Verdrag Vlaanderen-Nederland
- lid van de commissie Efficiënte en Effectieve Overheid

Hij bekleedde tevens bestuursmandaten bij de KBC Groep (2010-2012), de Beethoven Academie, het Fonds voor Wetenschappelijk Onderzoek - Vlaanderen, de Koninklijke Maatschappij voor Dierkunde Antwerpen, de KU Leuven, Reptielenland Blankenberge, Technopolis en het Vlaams Instituut voor Overheidsmanagement. Van 2008 tot 2016 was hij voorzitter van Kazerne Dossin en van 2010 tot 2020 van de Stichting Borgerstein en lid van de Raad van Bestuur van Innocom en Willemen Groep nv.
Stroobants ontving in januari 2010 de Life-time Achievement Award 2009 van de Vlaamse Vereniging voor Bestuur en Beleid.